# Kabare
Kabare (znan tudi kot Slon in Sadež) je debitantski studijski album slovenskega komičnega glasbenega dvojca Slon in Sadež (ki sta ga takrat sestavljala samo Jure Karas in Igor Bračič), izdan leta 2003 pri založbi Celo pametna založba (CPŽ). Album je bil posnet v studiu Radia Študent, pri snemanju pa so sodelovali še reggae skupina Siti hlapci, Gal Gjurin, Tomaž Domicelj, Boštjan Gombač, Sašo Fajon, 6pack Čukur in drugi.
Besedila na albumu so politično naravnana. Večina kritike je usmerjena proti zunanji politiki ZDA in NATA, kar nakazuje že naslovnica, ki prikazuje Osamo bin Ladna, takratnega vodjo džihadistične skupine Al Kaida.
Besedila komadov na plošči so bila spisana v 24-ih urah torej izredno hitro.

## Kritični odziv
Kritični odziv na album je bil zelo pozitiven. V Mladini je Miha Štamcar album ocenil s petimi zvezdicami in pripomnil: »In če se lotevamo več kot 25 let stare primerjave, lahko rečem še to, kar je ob poslušanju poudaril Meho: to je po prvi plati Ali Ena končno spet en dober zajebantski projekt.« Za Rockline pa je bilo v recenziji zapisano: »Slon in sadež najdeta pravo mešanico prvinskega humorja in bolj inteligentnih domislic. Že ko slišim njun glas mi gre na smeh. Morda album ne bo všeč tistim, ki v glasbi v vsakem primeru iščejo nek globlji pomen, tukaj gre predvsem za zabavo in uganjanje norčij.«

## Seznam pesmi
Vse pesmi sta napisala Jure Karas in Igor Bračič.
1. »Folklorna skupina Jezero« – 0:41
2. »Veneti« – 2:18
3. »Dej mi mal mobitel pokaž« – 1:16
4. »Kauboj iz Ljubljane« – 3:42
5. »Dej, pržgi radio« – 0:34
6. »Avtokleparstvo Strah« – 0:11
7. »Ste osamljeni?« – 0:37
8. »Za Metoda goriš« – 3:28
9. »Mi smo KUD Koala« – 2:17
10. »Ekološki manifest« – 4:24
11. »Štrom je nazaj« – 0:21
12. »Ma naj bo štrom« – 2:21
13. »Letalonosilka je v Kopru« – 1:27
14. »Reper« – 7:15
15. »Kaj lahko Slovenija stori za vas« – 3:19
16. »Rožica« – 2:56
17. »John George Smith Winston Swift« – 1:48
18. »Če bi le imela penis« – 3:10
19. »Afganistan, prihajamo v miru!« – 3:11
20. »Taliban Reggae« – 4:24
21. »Čez natančno petnajst let« – 1:34

## Zasedba
- Jure Karas
- Igor Bračič